# 아쟁

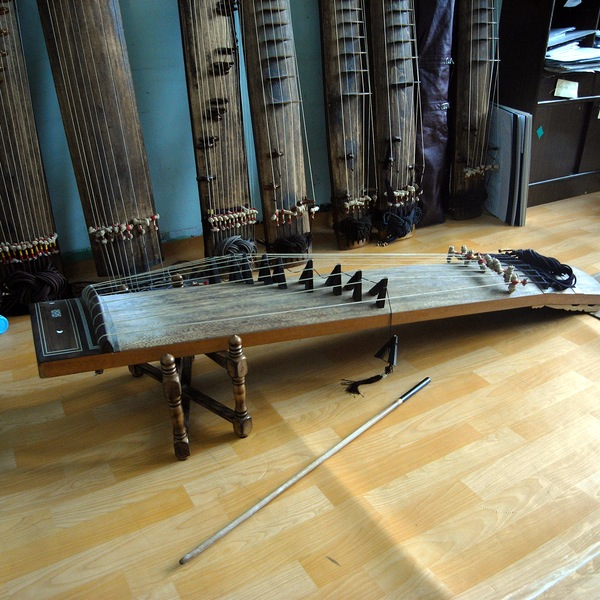
정악(正樂) 아쟁

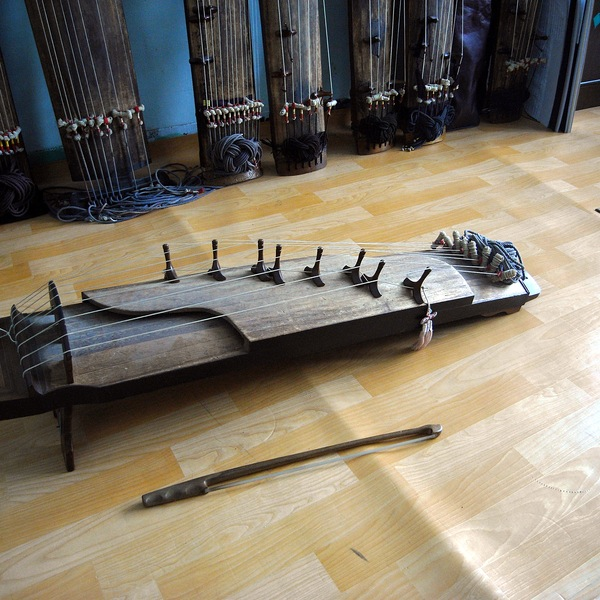
산조(散調) 아쟁

아쟁(牙箏)은 7현으로 된 한국 전통의 찰현악기 중 하나로, 가장 좁은 음역을 가진 저음 악기이기도 하고, 사부(絲部) 악기이며, 처음에는 당악(唐樂)에만 사용되었다. 소리는 깊고, 약간 거칠고 투박한 듯하면서도 장엄한 소리를 내며, 저음악기로서 중요한 구실을 한다. 당악계와 향악계 연례악에 쓰이는데 최근에는 산조 등의 민속음악에서도 쓰인다.

## 구조 및 유래
나무통에 명주실로 된 줄을 매어 활로 켜 소리를 낸다. 정악(正樂)  아쟁에는 10개의 줄이, 산조(散調) 아쟁에는 7개의 줄이 있다. 활대는 개나리나무의 껍질을 벗겨 송진(松脂)을 묻혀 만든다.
중국에서 알쟁(軋箏)이란 이름으로 쓰이던 악기로 고려 때부터 당악에 쓰이던 것이 조선왕조 때에는 향악에도 널리 쓰이게 되었다. 길이 5자, 넓이 8치의 오동나무 통에 7개의 줄을 얹었다. 머리쪽의 좌단(坐團)에 있는 현침(絃枕)과 꼬리쪽에 있는 현침에 7개의 줄을 얹고 안족(雁足) 비슷한 기둥(柱)을 버티어 놓았다.

## 연주 방법
본디 개나리나무로 된 활에 송진을 칠하여 줄을 켜지만 현재는 미루나무 등 다른 나무로 대체하여 사용하고 있다. 머리쪽 밑에는 발(足)이 있고 꼬리쪽 밑에는 운족(雲足)이 있다. 오른손에 활을 쥐고 줄의 현침 가까이를 문질러 켜고 왼손은 식지와 장지로 기둥(柱) 가까이 줄을 눌러 농현(弄絃)한다. 연주자 쪽에서 먼 쪽으로부터 제1현, 제2현...하고 부르는데 가장 굵은 제1현에서부터 점차 가늘어진다.
조현법(調絃法)은《악학궤범》에 따르면 당악계 음악에서 평조(平調) 조현법이 있다.  향악계 음악에서는 평조 조현법 및 계면조(界面調) 조현법이 있다.

## 같이 보기
- 한국 전통 악기